# Rautjärvi (sjö i Kymmenedalen)
Rautjärvi är en sjö i Finland. Den ligger i kommunen Kouvola i landskapet Kymmenedalen, i den södra delen av landet, 130 km nordost om huvudstaden Helsingfors. Rautjärvi ligger 83,3 meter över havet. Den är 31,1 meter djup. Arean är 7,81 kvadratkilometer och strandlinjen är 38,95 kilometer lång. Sjön  ingår i Kymmene älvs huvudavrinningsområde. 